# Festival du film sépharade de New York
 (janvier 2020).
Si vous disposez d'ouvrages ou d'articles de référence ou si vous connaissez des sites web de qualité traitant du thème abordé ici, merci de compléter l'article en donnant les références utiles à sa vérifiabilité et en les liant à la section « Notes et références ».
Le New York Sephardic Jewish Film Festival (NYSJFF), Festival du film juif séfarade de New York, est un festival annuel de cinéma produit par la Fédération séfarade américaine (American Sephardi Federation) à New York. Il a été fondé en 1990. L'édition du 23e festival aura lieu du 23 février au 2 mars 2020.
Le festival présente des films sur les communautés juives de la Méditerranée : Maroc, Algérie, Tunisie, Grèce, Turquie, Italie, France, Espagne et Portugal ainsi que des communautés juives du Moyen et Proche Orient: Irak, Syrie, Kurdistan, Égypte, Libye, Israël, Yémen, Éthiopie, et des communautés Perse, Indienne, et celles d’Asie Centrale: Azerbaïdjan, Géorgie, Ouzbékistan, etc. Le Festival sélectionne aussi des films les communautés séfarades d’Argentine, Mexique, Brésil, États-Unis et Canada.
Les films sélectionnés s'inscrivent dans un mouvement de films narratifs populaires et de documentaires plus personnels, tirant parti des améliorations techniques des caméras vidéo et du matériel numérique pour réaliser une vision plus personnelle de l’expérience séfarade à l’écran.